# 利奇冰原島峰
77°36′S 146°25′W / 77.600°S 146.417°W
利奇冰原島峰（英語：Leach Nunatak）是南極洲的冰原島峰，位於瑪麗伯德地，處於龍尼山西南面7公里，屬於福特山脈中海恩斯山脈的一部分，美國地質調查局根據測量和該國海軍的空中照片繪入地圖，現時由南極條約體系管理。